# Tikorangi

Tikorangi est une ville de la région de Taranaki, située dans l’île du Nord de la Nouvelle-Zélande.

## Situation
La ville de Waitara se trouve à environ 6 kilomètres vers le nord-ouest.
Le fleuve Waitara s’écoule vers l’ouest de la ville avec le Pont suspendu de Bertrand Road (en) fournissant un accès vers l’autre côté  , .

## Jardin
Le jardin du jury (Jury Garden) de Tikorangi a été récompensée du titre le plus élevé par le New Zealand Gardens Trust (en) comme « Jardin d’intérêt National ».
Il est ouvert au public pendant une partie de l’année.

## Éducation
L’école de Tikorangi School est une école mixte primaire allant de l’année 1 à 6, avec un  taux de décile de 4 et un effectif de 136 élèves .
La plupart des élèves viennent tous les jours de la ville de Waitara par des bus scolaires .